# Urbi et Orbi de 2020
A Urbi et Orbi ("à cidade de Roma e ao mundo") de 2020 foi uma bênção de Páscoa e Natal dirigida pelo Papa Francisco ao público na Praça de São Pedro. Como de costume, uma multidão sempre presencia as palavras do Sumo Pontífice. No entanto, em 2020, em decorrência da pandemia de COVID-19, a praça foi fechada e a bênção extraordinária com o Santíssimo Sacramento foi concedida no dia 27 de março com a Praça de São Pedro vazia. Essa foi a primeira vez na história da Igreja Católica que algo do gênero ocorreu.
A indulgência plenária, naturalmente concedida durante a Páscoa, foi realizada pelo Papa Francisco no interior da Basílica de São Pedro, não na varanda das bênçãos, local de costume. A bênção foi transmitida a todos os fiéis pela internet, televisão e rádio às 18h (horário de Roma).